# Kanton Menton-Est
Der Kanton Menton-Est war von 1997 bis 2015 ein französischer Wahlkreis im Arrondissement Nizza, im Département Alpes-Maritimes und in der Region Provence-Alpes-Côte d’Azur. Hauptort (frz.: chef-lieu) war Menton.

## Gemeinden
| Gemeinde  | Einwohner (Stand: 2022) | Code postal | Code Insee |
| --------- | ----------------------- | ----------- | ---------- |
| Castellar | 1042                    | 06500       | 06035      |
| Menton *  | 24.930                  | 06500       | 06083      |

* Teilbereich. Die angegebene Einwohnerzahl betrifft den zum Kanton gehörenden Teil der Stadt.